# Atletica leggera ai Giochi della XVII Olimpiade - Salto in alto femminile

Video della Finale (film ufficiale dei Giochi, voce narrante in inglese)

La competizione del salto in alto femminile di atletica leggera ai Giochi della XVII Olimpiade si è disputata nei giorni 7 e 8 settembre 1960 allo Stadio Olimpico di Roma

## L'eccellenza mondiale
| Camp.ssa olimpica 1956 | 1,76      | Mildred McDaniel | Ritir. 1956 |
| Camp.ssa europea 1958  | 1,77      | Iolanda Balaș    | Presente    |
| Primatista mondiale    | 1,86 1960 | Iolanda Balaș    | Presente    |

## Gara
Sono quindici le atlete a raggiungere la misura richiesta e a qualificarsi per la finale.

La regina indiscussa della specialità è la romena Iolanda Balaș, primatista mondiale con 1,86 metri. Alle competizioni cui partecipa, di solito inizia a saltare dopo che le rivali hanno raggiunto i propri limiti.

La gara di Roma non fa eccezione. Mentre infatti le avversarie si fermano a 1,73, la romena comincia ad impegnarsi ad 1,77, misura con cui stabilisce il nuovo primato olimpico. Superata l'asticella alla prima prova, supera 1,81 (con due salti) e poi 1,85 (al terzo salto). Quindi tenta di migliorare il proprio record mondiale facendo mettere l'asticella a 1,87, ma dopo due tentativi rinuncia e si mette la medaglia d'oro al collo.

## Risultati

### Turno eliminatorio
Mercoledì 7 settembre 1960, ore 9:00.
Qualificazione1,65 m (Q) o le migliori 12 atlete classificate (q)
| Pos | Atleta                 | Nazione                   | Salti | Salti | Salti | Salti | Misura |
| Pos | Atleta                 | Nazione                   | 1,50  | 1,55  | 1,60  | 1,65  | Misura |
| --- | ---------------------- | ------------------------- | ----- | ----- | ----- | ----- | ------ |
| 1   | Iolanda Balaș          | Romania                   | –     | –     | O     | O     | 1,65   |
| 2   | Marlene Schmitz        | Squadra Unificata Tedesca | –     | O     | O     | O     | 1,65   |
| 2   | Valentina Ballod       | Unione Sovietica          | –     | O     | O     | O     | 1,65   |
| 4   | Dorothy Shirley        | Gran Bretagna             | O     | O     | O     | O     | 1,65   |
| 4   | Ingrid Mickler         | Squadra Unificata Tedesca | O     | O     | O     | O     | 1,65   |
| 4   | Jarosława Jóźwiakowska | Polonia                   | O     | O     | O     | O     | 1,65   |
| 7   | Inga-Britt Lorentzon   | Svezia                    | O     | O     | O     | XO    | 1,65   |
| 7   | Neomia Rogers          | Stati Uniti               | O     | O     | O     | XO    | 1,65   |
| 7   | Olga Gere-Pulić        | Jugoslavia                | O     | O     | O     | XO    | 1,65   |
| 10  | Florence Pétry         | Francia                   | O     | XO    | O     | XO    | 1,65   |
| 10  | Taïsija Čenčyk         | Unione Sovietica          | O     | O     | XO    | XO    | 1,65   |
| 12  | Frances Slaap          | Gran Bretagna             | O     | XXO   | O     | XO    | 1,65   |
| 13  | Helen Frith            | Australia                 | O     | –     | O     | XXO   | 1,65   |
| 14  | Galina Dolja           | Unione Sovietica          | O     | O     | O     | XXO   | 1,65   |
| 14  | Petronella Zwier       | Paesi Bassi               | O     | O     | O     | XXO   | 1,65   |
| 16  | Egberdiena Hobers      | Paesi Bassi               | O     | O     | O     | XXX   | 1,60   |
| 16  | Karin Lenzke           | Squadra Unificata Tedesca | O     | O     | O     | XXX   | 1,60   |
| 18  | Mette Oxvang           | Danimarca                 | O     | O     | XO    | XXX   | 1,60   |
| 19  | Marinella Bortoluzzi   | Italia                    | O     | O     | XXX   |       | 1,55   |
| 20  | Brenda Archer          | Guyana britannica         | O     | XO    | XXX   |       | 1,55   |
| 21  | Barbara Brown          | Stati Uniti               | O     | XXX   |       |       | 1,50   |
| 21  | Jean Gaertner          | Stati Uniti               | O     | XXX   |       |       | 1,50   |
| 23  | Canel Konvur           | Turchia                   | XXO   | XXX   |       |       | 1,50   |

### Finale
Giovedì 8 settembre 1960, ore 15:00.
| Pos     | Atleta                 | Età | Nazione                   | Salti | Salti | Salti | Salti | Salti | Salti | Salti | Salti | Salti | Salti | Misura |
| Pos     | Atleta                 | Età | Nazione                   | 1,55  | 1,60  | 1,65  | 1,68  | 1,71  | 1,73  | 1,77  | 1,81  | 1,85  | 1,87  | Misura |
| ------- | ---------------------- | --- | ------------------------- | ----- | ----- | ----- | ----- | ----- | ----- | ----- | ----- | ----- | ----- | ------ |
| Oro     | Iolanda Balaș          | 24  | Romania                   | –     | O     | –     | O     | O     | O     | O     | XO    | XXO   | XX–   | 1,85   |
| Argento | Dorothy Shirley        | 23  | Gran Bretagna             | –     | O     | O     | O     | O     | XXX   |       |       |       |       | 1,71   |
| Argento | Jarosława Jóźwiakowska | 21  | Polonia                   | –     | O     | O     | O     | O     | XXX   |       |       |       |       | 1,71   |
| 4       | Galina Dolja           | 27  | Unione Sovietica          | O     | O     | XO    | O     | XXO   | XXX   |       |       |       |       | 1,71   |
| 5       | Taïsija Čenčyk         | 24  | Unione Sovietica          | O     | O     | O     | O     | XXX   |       |       |       |       |       | 1,68   |
| 6       | Frances Slaap          | 19  | Gran Bretagna             | O     | O     | O     | XXX   |       |       |       |       |       |       | 1,65   |
| 6       | Helen Frith            | 21  | Australia                 | O     | O     | O     | XXX   |       |       |       |       |       |       | 1,65   |
| 6       | Inga-Britt Lorentzon   | 24  | Svezia                    | O     | O     | O     | XXX   |       |       |       |       |       |       | 1,65   |
| 9       | Florence Pétry         | 18  | Francia                   | O     | O     | XO    | XXX   |       |       |       |       |       |       | 1,65   |
| 9       | Ingrid Mickler         | 18  | Squadra Unificata Tedesca | O     | O     | XO    | XXX   |       |       |       |       |       |       | 1,65   |
| 9       | Marlene Schmitz        | 22  | Squadra Unificata Tedesca | O     | O     | XO    | XXX   |       |       |       |       |       |       | 1,65   |
| 9       | Petronella Zwier       | 24  | Paesi Bassi               | O     | O     | XO    | XXX   |       |       |       |       |       |       | 1,65   |
| 9       | Olga Gere-Pulić        | 18  | Jugoslavia                | O     | O     | XO    | XXX   |       |       |       |       |       |       | 1,65   |
| 14      | Neomia Rogers          | 20  | Stati Uniti               | XO    | XXO   | XO    | XXX   |       |       |       |       |       |       | 1,65   |
| 15      | Valentina Ballod       | 23  | Unione Sovietica          | O     | XO    | XXO   | XXX   |       |       |       |       |       |       | 1,65   |